# Tipula (Arctotipula) laterodentata
Tipula (Arctotipula) laterodentata is een tweevleugelige uit de familie langpootmuggen (Tipulidae). De soort komt voor in het Palearctisch gebied.